# Plebiscyt Przeglądu Sportowego 2017
83. Plebiscyt na 10 Najlepszych Sportowców Polski 2017 roku zorganizowany został przez Przegląd Sportowy i Telewizję Polsat.

## Wyniki głosowania
| Miejsce | Imię i nazwisko    | Dyscyplina sportu | Liczba punktów |
| ------- | ------------------ | ----------------- | -------------- |
| 1.      | Kamil Stoch        | skoki narciarskie | 85 933         |
| 2.      | Robert Lewandowski | piłka nożna       | 83 017         |
| 3.      | Anita Włodarczyk   | lekkoatletyka     | 71 720         |
| 4.      | Łukasz Kubot       | tenis ziemny      | 41 094         |
| 5.      | Paweł Fajdek       | lekkoatletyka     | 40 310         |
| 6.      | Patryk Dudek       | żużel             | 30 830         |
| 7.      | Adam Kszczot       | lekkoatletyka     | 29 555         |
| 8.      | Piotr Lisek        | lekkoatletyka     | 20 763         |
| 9.      | Piotr Żyła         | skoki narciarskie | 19 625         |
| 10.     | Michał Kwiatkowski | kolarstwo         | 18 872         |

## Nominowani
Nominowanych zostało 20 sportowców:
1. Iga Baumgart, Aleksandra Gaworska, Małgorzata Hołub, Justyna Święty (nominacja wspólna)
2. Patryk Dudek
3. Paweł Fajdek
4. Magomedmurad Gadżijew
5. Kamil Glik
6. Joanna Jędrzejczyk
7. Kajetan Kajetanowicz
8. Agnieszka Kobus, Maria Springwald, Marta Wieliczko, Katarzyna Zillmann (nominacja wspólna)
9. Adam Kszczot
10. Łukasz Kubot
11. Michał Kwiatkowski
12. Robert Lewandowski
13. Piotr Lisek
14. Tomasz Marczyński
15. Irmina Mrózek Gliszczynska, Agnieszka Skrzypulec (nominacja wspólna)
16. Kamil Stoch
17. Anita Włodarczyk
18. Wojciech Wojdak
19. Bartosz Zmarzlik
20. Piotr Żyła

## Zwycięzcy kategorii dodatkowych
- Superczempion: Tomasz Gollob[3]
- Drużyna roku – Reprezentacja skoczków narciarskich[4]
- Trener roku – Stefan Horngacher
- Niepełnosprawny sportowiec roku – Joanna Mazur z przewodnikiem Michałem Stawickim
- Impreza roku – World Games we Wrocławiu
- Nagroda "Serce dla sportu" – Fundacja Ludzki Gest Jakub Błaszczykowski